# Spellbound (álbum de Tygers of Pan Tang)
Spellbound es el segundo álbum de estudio de la banda británica de la NWOBHM, Tygers of Pan Tang lanzado en 1981 por MCA. En este álbum debuta el virtuoso guitarrista John Sykes, más tarde guitarrista de Thin Lizzy y de Whitesnake. También es el primero con el cantante John Deverill. En 1989 se volvió a editar en doble LP y en CD en 1997. Muchos lo consideran el mejor disco de la banda.

## Versiones y versiones
La canción "Hellbound" fue versionada por la banda americana de thrash metal Heathen. El tema inicial del álbum fue versionado por el legendario grupo de thrash metal alemán Kreator en su single "Behind the Mirror". Ese mismo tema fue versionado por la banda Fireforce.

## Lista de canciones
Todas las canciones escritas por Tygers of Pan Tang
1. "Gangland" - 3:43
2. "Take It" - 4:27
3. "Minotaur" - 0:22
4. "Hellbound" - 3:30
5. "Mirror" - 4:34
6. "Silver and Gold" - 3:35
7. "Tyger Bay" - 3:28
8. "The Story So Far" - 3:29
9. "Blackjack" - 3:15
10. "Don't Stop By" - 4:04

1997 CD re-issue bonus tracks
1. "All or Nothing" - 2:44 (Small Faces cover)
2. "Don't Give a Damn" - 4:32
3. "Bad Times" - 2:41
4. "It Ain't Easy" - 4:03
5. "Don't Take Nothing" - 2:46

## Personal

### Tygers of Pan Tang
- John Deverill - Voz
- Robb Weir - Guitarra
- John Sykes - Guitarra
- Rocky - Bajo
- Brian Dick - Batería

### Producción
- Chris Tsangarides - Productor
- Andrew Warwick - Ingeniero

- Datos: Q3966484